# Totipotent
En totipotent cell är en cell som kan utvecklas till alla de olika specialiserade cellerna i en organism. 

## Exempel
Vid sexuell och asexuell reproduktion bildas sporer och zygoter, som båda är totipotenta. 
En människas utveckling börjar med att en spermie befruktar ett ägg och ger upphov till en enda totipotent cell (zygot). Under de första timmarna efter befruktningen delar sig denna cell i flera identiska totipotenta celler. Först cirka fyra dagar efter befruktningen och efter många cykler av celldelning börjar dessa totipotenta celler att specialisera sig (d.v.s. de differentieras).
I vissa organismer förekommer totipotenta celler även långt efter zygot-stadiet. Detta utnyttjas till exempel vid plantering av sticklingar av växter, som kan användas för att återväxa en hel planta. De icke-differentierade växtcellerna som är aktuella i detta fall är en växtcelltyp som kallas meristem.
Totipotenta celler har så att säga total potential. De kan sedan specialisera sig mer och mer. Först till pluripotenta celler som kan ge upphov till de flesta men inte alla vävnader för fosterutveckling. Dessa pluripotenta celler genomgår sedan vidare specialisering till multipotenta celler som är bestämda att upphov till celler med en viss funktion. 
En viktig detalj i definitionen för totipotens är att för att få kallas totipotenta måste cellerna inte bara kunna differentiera till alla typer av celler i den aktuella organismen, utan även till vävnader utanför embryot som embryot är associerat till, som till exempel moderkakan i fallet människan.

## Mekanismen för totipotens
De molekylära mekanismerna som styr totipotens är inte väl utredd, och är ett ämne för aktuell forskning. 